# محمد سیف الدین
الشاهزاده محمد سیف الدین بن عبد العزيز الأول (بالتركية العثمانية: شهزاده محمد سیف الدین)‏ (بالتركية: Şehzade Mehmed Seyfeddin)‏ هو أمير عثماني والده السلطان العثماني عبد العزيز الأول وأمه كوهري قادين.
ولد في 21 سبتمبر 1874 في قصر جراغان.
بعد نفي العائلة العثمانية في مارس 1924, انتقل مع عائلته نيس، فرنسا، ثم اشتروا منزلا بالقرب من منزل بنت عمه السلطانة سنيحة بنت عبد المجيد الأول. توفي في 19 أكتوبر 1927 ودفن في جامع السلطان سليم، دمشق، سوريا.
تزوج مرتين:
- الأولى هي نشفلك خانم،[8] أو كما تعرف أيضا نسميفلك.[9] ولدت في 5 يناير 1880. تزوجا في 4 ديسمبر 1899. وهي أم الشاهزاده محمد عبد العزيز, الذي ولد في 26 سبتمبر 1901. توفيت في 1930 في نيس، فرنسا.[6]
- الثانية هي نرواليتر خانم.[8][9] ولدت في 27 مارس 1885 في بوتي، جورجيا. تزوجا في 23 فبراير 1902. وفي 30 يوليو 1903، رزقا بولدهما الأول الشاهزاده محمود شوكت، ثم التوأمين الشاهزاده أحمد توحيد وكوهري سلطان، ولدا في 30 نوفمبر 1904. توفيت في 1935 في نيس، فرنسا.[6]